# Sakaila
Sakaila is een geslacht van kreeftachtigen uit de klasse van de Malacostraca (hogere kreeftachtigen).

## Soorten
- Sakaila africana Manning & Holthuis, 1981
- Sakaila imperialis (Sakai, 1963)
- Sakaila japonica (Sakai, 1963)
- Sakaila wanawana Martin, Godwin & Moffitt, 2009